# Robert Wilson Gibbes
Robert Wilson Gibbes (Charleston, Carolina del Sur, 8 de julio de 1809 - Columbia, 15 de octubre de 1866) fue un naturalista y médico estadounidense.

## Biografía
Gibbes nació en Charleston, EE. UU., en 1809. Su padre, que era abogado, se llamaba William Hasell Gibbes, y su madre, Mary Wilson. Fue un estudiante perspicaz. En 1827 se graduó en la Universidad de Carolina del Sur, de la cual se convirtió en profesor ayudante de geología y química.
Durante los veranos de 1827 y 1828 estudió medicina en Filadelfia, para después inscribirse en el Colegio Médico del Estado de Carolina del Sur, donde obtuvo su doctorado en Medicina en 1830. Tras dimitir de su puesto en la Universidad de Carolina del Sur en 1934, Gibbes se traslada a Columbia y allí abre una consulta médica, la cual mantendrá durante el resto de su vida. En 1827 se casó con Caroline Guignard, con quien tendría doce niños.
Tenía un gran interés por la historia natural. Recolectaba especímenes de pájaros, conchas de moluscos y minerales. Estaba especialmente interesado en los fósiles de vertebrados, y fue en el campo de la paleontología en el que hizo sus contribuciones más duraderas. Entre estos estudios significativos está la «Descripción del Diente de un nuevo Fósil Animal encontrado en las Arenas Verdes de Carolina del Sur», publicado en 1845 en las Actas de la Academia de Ciencias Naturales de Filadelfia. Gibbes describió y dio nombre al Dorudon serratus, una especie de arqueoceto, una ballena primitiva desconocida hasta entonces.
Durante los siguientes seis años publicó artículos sobre fósiles de dientes de tiburón y especies extintas de mosasáuridos y cetáceos. También contribuyó a la labor de la Asociación Americana para el Desarrollo de la Ciencia, una de las muchas organizaciones científicas de las que era miembro. En 1849 publicó «La Tierra Presente, los Restos de un Antiguo Mundo», libro en el que discute sobre si la Tierra era millones de años más antigua de lo que se creía tradicionalmente. Insistió, de todos modos, en que este facto podría ser fácilmente conciliado con la historia bíblica de la creación, permitiéndole así rendir cuentas de la antigua edad de los fósiles sin cuestionar la validez del Libro del Génesis. Publicó su última obra científica en 1850.
Gibbes fue un gran aficionado del arte, y era poseedor de una impresionante colección de obras. En 1846 completó «Memoria de James de Veaux, de Charleston, S.C.», biografía hecha por él mismo de un artista. También cultivó interés por el pasado de América, y en 1853 publicó «Historia Documental de la Revolución Americana».
A través de la mayor parte de su carrera, Gibbes desempeño un papel activo en la Sociedad Estatal Agrícola de Carolina del Sur y en la Asociación Médica de Carolina del Sur. Estuvo envuelto en los asuntos culturales y cívicos de Columbia, y fue alcalde en dos ocasiones. En 1852 adquirió el diario «The Daily South Carolinian», y fue el editor desde 1852 a 1858.
Durante la guerra civil estadounidense, fue Cirujano General de Carolina del Sur, y por lo demás se esforzó por mejorar el potencial médico de la Confederación. Desgraciadamente para él, cuando las tropas de la Unión ocuparon el territorio en febrero de 1865, destruyeron su casa y sus colecciones. Gibbes murió en Columbia, el 15 de octubre de 1866.

## Abreviatura (zoología)
La abreviatura Gibbes  se emplea para indicar a Robert Wilson Gibbes como autoridad en la descripción y taxonomía en zoología.

- South Carolina Encyclopedia (ed.). «Gibbes, Robert Wilson (1809-1866)» (en inglés). Archivado desde el original el 21 de noviembre de 2008. Consultado el 14 de abril de 2009.